# Daria Halprin
Daria Halprin (nacida el 30 de diciembre de 1948) es una terapeuta de danzaterapia, autora, profesora de danza y ex actriz estadounidense conocida principalmente por sus actuaciones en tres películas de finales de los años 1960 y principios de los años 1970 y como directora fundadora del Instituto Tamalpa.

## Primeros años
Daria Halprin nació en una familia judía y se crio en el área de la bahía de San Francisco. Es hija del arquitecto paisajista Lawrence Halprin y de la coreógrafa Anna Halprin (de soltera, Schuman), que, en la década de 1950, fue una de las pioneras en el uso de la danza como arte curativo. Al igual que su madre, Halprin estudió danza y, a mediados de la década de 1960, se matriculó en el departamento de Antropología de la universidad de Berkeley. Su abuela paterna fue la líder sionista Rose Halprin.

## Carrera en la actuación
En 1968, como parte de la escena hippie en Haight-Ashbury, apareció como ella misma en Revolution, un documental de Jack O'Connell. Filmado principalmente en San Francisco, la película retrata el movimiento de contracultura y presenta una serie de entrevistas con los residentes hippies de esa ciudad.
Halprin, que fue filmada desnuda leyendo un poema, fue notada en el documental y elegida por el director Michelangelo Antonioni para el papel principal en su segundo largometraje en inglés, Zabriskie Point. La película, estrenada en 1970, fue una declaración sobre la creciente violencia en Estados Unidos y la brecha entre el establishment y la contracultura. Tras el estreno, junto a su coprotagonista de Zabriskie Point, Mark Frechette, con quien había iniciado un romance, Halprin se unió brevemente al autodenominado gurú Mel Lyman, exmiembro de la Jim Kweskin Jug Band, y su comuna de cien miembros en Boston. 
A pesar del fracaso de crítica y público de la cinta de Antonioni, los dos tuvieron un momento de popularidad como la "primera pareja de la contracultura" apareciendo en numerosas revistas y portadas, también aparecieron en el programa televisivo The Nick Cavett Show en 1971. Sin embargo, poco después Halprin abandonó la comuna debido a sus métodos rígidos, y a Frechette y regresó a San Francisco.
En 1972, Halprin apareció en el thriller de John Flynn The Jerusalem File. También en 1972, se casó con el actor y director Dennis Hopper y se fueron a vivir a Nuevo México. El matrimonio tuvo una hija, Ruthanna Hopper, y la pareja se divorció en 1976. Posteriormente, Halprin se casó con el médico Khosrow Khalighi, con quien tuvo un hijo, Jahan Khalighi.

## Vida posterior
En la década de 1970, Halprin desarrolló interés en la terapia de artes creativas. En 1978, ella y su madre Anna fundaron en California el Instituto Tamalpa y desarrollaron el proceso Halprin donde prácticas artísticas (arte visual, danza, movimiento, performance) se emplean con fines terapéuticos. Es autora de The Expressive Body in Life, Art and Therapy y Coming Alive: The Creative Expression Method, y fue autora colaboradora de Foundations of Expressive Arts Therapy.

## Filmografía
| Año  | Título             | Papel      | Notas      |
| ---- | ------------------ | ---------- | ---------- |
| 1968 | Revolution         | ella misma | Documental |
| 1970 | Zabriskie Point    | Daria      |            |
| 1972 | The Jerusalem File | Nurit      |            |